# モルト・ダ・フェルトレ
モルト・ダ・フェルトレ（Morto da Feltre、1480年頃 - 1527年頃）はイタリアの画家。

## 略歴
モルト・ダ・フェルトレは仇名で、本名は、ピエトロ・ルッツォ(Pietro Luzzo)、ピエトロ・ルーシ(Pietro Luci)、ロレンツォ・ルッツォ(Lorenzo Luzzo)などだとされる。ツァラート(Zarato)もしくはツァロット(Zarotto)とも呼ばれたが、どちらも彼の没した土地または画家の子供時代に外科医の父親がツァラ(Zara)に住んでいたからとされる。名のモルトは「死」を表す名前であるが、憂鬱な気質によるか、絵画を描くために古代の遺跡を発掘して調べたことによるとされる。
ジョルジョ・ヴァザーリが書いた芸術家の伝記、「画家・彫刻家・建築家列伝」にその生涯が紹介されている。現在のヴェネト州のフェルトレで生まれた。ヴァザーリの伝記によれば、若い頃、ローマに行き、古代の、ドムス・アウレアなどの地下の遺物、地下室や地下道を観察し、その後ポッツオーリでも古代ローマの遺跡を調査し、「グロテスク様式」の装飾を描くのに生かしたとされる。
ローマでダ・フェルトレの作品は受け入れられ、その後、フィレンツェで働き、パラッツォ・パブリコにいくつかの作品を描き、弟子のディ・コジモ・フェルトレ(Andrea di Cosimo Feltrini)を育てた。1505年までにヴェネツィアを訪れ、ジョルジョーネとともに働き、1510年ころまでヴェネツィアに留まった。1515年には故郷のフェルトレに戻って、いくつかの絵を残した。晩年は画家をやめ、兵士となって200人の軍団を率いたとされる。1519年にダルマチアのツァラで死亡したと伝えられる。